# Calle Gamal Abdel Nasser
La Calle Gamal Abdel Nasser y conocida alternativamente como la Calle Thalatheny) es una calle importante de Gaza que se origina en la Ciudad Vieja, donde se bifurca con la calle Ni'im al-Din al-Arabi  y corre hacia el norte en Rimal donde se conecta con la calle Ahmed Orabi, la principal carretera costera. Corre paralela a la calle Omar Mukhtar.
La calle lleva el nombre del fallecido presidente de Egipto y líder pan-arabista Gamal Abdel Nasser. El nombre local no oficial, pero común es Thalatheny, en referencia al nombre del clan de Thalatheny que ha vivido históricamente en esa zona. 
Los principales edificios situados a lo largo de la Calle Gamal Abdel Nasser incluyen la sede en Gaza de la Agencia de Naciones Unidas para los Refugiados de Palestina en Oriente Próximo (UNRWA), la Universidad de Al-Azhar y la Universidad Islámica de Gaza. 